# Wordfeud
Wordfeud er et onlinespil, som er videreudviklet fra spillet Scrabble. Det er udviklet i 2010 af nordmanden Håkon Bertheussen. Spillet har dog en række ændringer i forhold til Scrabble; eksempelvis brættets udseende og pointgivningen
Wordfeud spilles fortrinsvis på mobile enheder. Der findes versioner til iOS, Android, Windows Phone 7 og Windows Phone 8. Spillet findes i to udgaver: en gratis med reklamer og en betalingsversion, der er reklamefri. Der findes også en version til PC'er med Windows.
Spillet er januar 2012 downloadet mere end 13,5 millioner gange, og det vurderes at generere en omsætning på mellem 60.000 og 80.000 norske kroner dagligt gennem salg og annoncer. Allerede i april 2012 passerede omsætningen 100.000 norske kroner dagligt og 4 millioner mennesker spiller hver dag Wordfeud.
Wordfeud benytter Retskrivningsordbogen til at afgøre om ordene er gyldige. Retskrivningsordbogen udgives af Dansk Sprognævn og gælder som standarden for det danske skriftsprog.
Da succes i spillet til dels afhænger af spillernes ordforråd, blev der i 2010 lavet en lang række snydeprogrammer og snydesider til Wordfeud, som enten foreslog ord ud fra de bogstaver, som spilleren havde, eller ligefrem ud fra et skærmprint af spillet kunne finde det træk, som gav flest point. Dette førte til at mange spillere mistede interessen. I en undersøgelse i Februar 2012 indrømmede 10%, at de snød i Wordfeud. Et forsøg viste dog, at det ikke er tilstrækkelig at have et perfekt ordforråd. Snydeprogrammerne kommer til kort, når det drejer sig om planlægning og strategi.

## Fejl i ordbogen
Udbyderne erkender, at der er nogle fejl i ordbogen, som er direkte baseret på Retskrivningsordbogens ordliste. Derudover er der en del relativt almindelige ord, som ikke anerkendes, særligt verbaliserede substantiver såsom "råben" og "skrigen", mens der derimod tillades en del byde- og genitiv-former, som sjældent anvendes i almindeligt sprogbrug..

## Bøger
- Mogens Jerløv: Vind i Wordfeud. (FeudMaster.dk Arkiveret 10. maj 2012 hos  Wayback Machine og Turbineforlaget 2012). ISBN 978-87-7090-892-4